# Poradnikzdrowie.pl
Poradnikzdrowie.pl – jeden z najpopularniejszych i najdłużej istniejących polskich portali internetowych o tematyce zdrowotnej, powstał w 2006 roku. Od wielu lat plasuje się w czołówce najczęściej odwiedzanych i najlepiej rozpoznawalnych serwisów o zdrowiu. Jest źródłem informacji oraz porad dotyczących profilaktyki chorób, metod leczenia, psychologii, zdrowego odżywiania, dbania o kondycję fizyczną i urodę.

## Historia
Serwis początkowo należał do spółki Murator S.A., która w 2014 roku zmieniła nazwę na ZPR Media SA. W grudniu 2017 roku właścicielem serwisu została spółka Time S.A. Zarówno spółka ZPR Media S.A., jak i Time S.A., należą do tej samej grupy medialnej, funkcjonującej na rynku pod nazwą Grupa ZPR Media. Siedziba redakcji mieści się w Warszawie, przy ul. Dęblińskiej 6.

## Misja
Misją Poradnikzdrowie.pl jest dostarczanie milionom użytkowników fachowej wiedzy i praktycznych porad z zakresu profilaktyki chorób, medycyny i zdrowego stylu życia.
Nadrzędną wartością dla dziennikarzy serwisu jest przekazywanie wiedzy zgodnej z EMB (ang. evidence-based medicine), czyli medycyną opartą na dowodach, w odróżnieniu od medycyny niekonwencjonalnej, tzw. alt-med).
Wśród autorów Poradnikzdrowie.pl jest wielu lekarzy specjalistów, serwis ma także stale rosnące grono konsultantów, dzięki którym może realizować swój cel, czyli wspieranie czytelników w dokonywaniu wyborów prozdrowotnych. 

## Zawartość
Serwis zawiera artykuły pisane przez dziennikarzy zajmujących się tematyką zdrowotną oraz lekarzy, eksperckie odpowiedzi na pytania użytkowników, a także testy wiedzy z tematów związanych ze zdrowiem, psychologią i odżywianiem.
Specjalna subdomena Wformie24.pl prezentuje nowości z kategorii fitness oraz materiały poradnikowe z podpowiedziami jak ćwiczyć, aby uzyskać oczekiwane efekty (artykuły są wzbogacone materiałami wideo i galeriami zdjęć). W ramach Poradnikzdrowie.pl użytkownicy mogą skorzystać także z profesjonalnego programu dietetycznego online Jeszcolubisz.pl, dzięki któremu otrzymują dostęp do indywidualnego planu żywieniowego.

## Stałe działy
- Aktualności
- Zdrowie
- Uroda
- Diety i żywienie
- Seks
- Ciąża i dziecko
- Psychologia
- Regeneracja
- Sprawdź się[potrzebny przypis]

## Subdomeny
- wformie24.poradnikzdrowie.pl
- jeszcolubisz.poradnikzdrowie.pl
- sma.poradnikzdrowie.pl
- bariatria.poradnikzdrowie.pl

## Aktywności
Poradnikzdrowie.pl inicjuje i angażuje się w prozdrowotne kampanie społeczne, przedsięwzięcia edukacyjne, a także współpracuje z ośrodkami naukowymi, organizacjami pacjenckimi i instytucjami ochrony zdrowia.
Przykłady akcji prozdrowotnych: 
- Medyczne komplety – multimedialna konferencja z udziałem ekspertów zdrowia i pacjentów skierowana do studentów uczelni medycznych i lekarzy rozpoczynających praktykę. W całości poświęcona pacjentom najmłodszym, czyli dzieciom w wieku od 0 do 3 lat i chorobom, na które zapadają[7].

- Poznaj łuszczycę – projekt edukacyjny poświęcony łuszczycy - przewlekłej chorobie skóry, która w znacznym stopniu pogarsza komfort życia. Publikacja i dystrybucja materiałów edukacyjnych w ramach Akademii Łuszczycy i ŁZS „Łuszczyca i ŁZS od podstaw”[8].

- SMA - projekt poświęcony rdzeniowemu zanikowi mięśni (SMA, ang. spinal muscular atrophy) wspierający rodziców chorych dzieci, którzy zdecydowali się połączyć siły, aby budować sieć wsparcia dla osób w podobnej sytuacji[9].

- Otyłość pod skalpel – projekt edukacyjny z udziałem ekspertów będący częścią obchodów Światowego Dnia Otyłości w Polsce - przybliżający temat operacji bariatrycznych jako nowoczesnej metody leczenia otyłości II i III stopnia. Takich operacji potrzebuje ok. 2 milionów Polaków chorych na otyłość[10].

- Kochaj sercem – akcja mająca na celu upowszechnienie wiedzy na temat czynników ryzyka objawów chorób sercowo-naczyniowych, poprawę bezpieczeństwa oraz poprawę jakości życia pacjentów a także popularyzację aktywności fizycznej i budowanie nawyku kontrolowania stanu swojego zdrowia[potrzebny przypis].

- Fizjoterapia dla Zdrowia – konferencja poświęcona fizjoterapii w różnych dziedzinach medycyny. Organizowana dla specjalistów pracujących w systemie opieki zdrowotnej, ale także dla Pacjentów, którzy na co dzień borykają się z problemami wynikającymi z objawów choroby i niedociągnięć w systemie zdrowia. Podczas konferencji wykłady wygłosili lekarze, fizjoterapeuci i przedstawiciele organizacji pacjentów. Cennym uzupełnieniem sesji wykładowej były warsztaty prowadzone dla osób po udarze, z chorobą Parkinsona, stwardnieniem rozsianym, cukrzycą oraz dla Seniorów po 65. roku życia[potrzebny przypis].

## Popularność
Według wyników PBI/Gemius Poradnikzdrowie.pl w lutym 2019 odwiedziło ponad 8,87 mln internautów, co dało mu  13. miejsce wśród najchętniej odwiedzanych witryn internetowych w Polsce.

## Krytyka
Pomimo misji „przekazywania wiedzy zgodnej z EBM (ang. evidence-based medicine, medycyna oparta na dowodach), na portalu publikowane są artykuły, w których opisuje się, często w sposób bezkrytyczny, metody pseudonaukowe lub których efektywność jest słabo udokumentowana. Przykładami wspomnianych metod są chiropraktyka, irydologia, refleksologia czy terapia integracji sensorycznej.